# TrackMania Turbo
TrackMania Turbo és un dels últims videojocs de la saga TrackMania creat per Nadeo (Ubisoft). Va sortir el 2015 per a PS4, Xbox One i Microsoft Windows.
És un joc de conducció arcade amb campanya en solitari i multi jugador online i offline, en el mode solitari tens cinc tipus de dificultats amb els quatre tipus d'escenaris que té el joc (Canyon, Valley, Lagoon, Stadium) cada dificultat té 10 nivells per escenari, un total de 40 nivells per dificultat, fent així que siguin 200 nivells, en els quals pots aconseguir les medalles habituals que són la bronze, la plata i l'or, a més d'una quarta medalla molt més difícil que és la medalla d'autor o Nadeo. En el mode multi jugador tenim dos tipus de modes, online y offline, on l'offline té diversos modes, entre ells: l'arcade, hot seat, split screen, i mes. L'online bàsicament és un servidor comú on tots intenten fer el millor temps en el circuit en el qual estiguin.
També pots fer els teus propis mapes en l'editor de mapes o fer tuning als teus cotxes al garatge. Els mapes fets, els pots pujar al servidor comú de mapes TM-exchange i també descarregar-los i jugar-los sempre que estiguis en ordinador.